# Fontaine-Uterte
Fontaine-Uterte település Franciaországban, Aisne megyében. Lakosainak száma 135 fő (2022. január 1.). Fontaine-Uterte Croix-Fonsomme, Essigny-le-Petit, Fonsomme, Montbrehain, Remaucourt és Sequehart községekkel határos.

## Népesség
A település népességének változása:
| Lakosok száma | 165  | 159  | 135  | 110  | 127  | 127  | 127  | 134  | 138  | 135  |
|               | 1968 | 1982 | 1990 | 2006 | 2013 | 2015 | 2017 | 2019 | 2020 | 2022 |